# Косоко
Косоко (англ. Akitoye) — Оба (король) Лагоса с 1845 по 28 декабря 1851 года.

## Ранняя жизнь
Когда Оба Ологун Кутере умер, последовала борьба за трон между его старшим сыном Осинлокуном и его младшим, которого отец хотел видеть на престоле, Адель Ажосуном. Хотя право определялось не порядком рождения, а вождями с консультацией у оракула Ифа, Осинлокун и его последователи выступили против царствования Адели, и тот в 1821 году был изгнан в Бадагри, став там главой города.
Косоко оскорбил могущественного премьер-министра, женившись на женщине, обручённой с вождём Элету Одибо. Одибо, как глава класса вождей, был наделён полномочиями контролировать выбор короля; высокомерное решение Косоко стало мешать продвижению его кандидатуры, так как вождь затаил обиду, а последующая вражда между этими двумя людьми провоцировала переход трона из одних рук в другие, в конце концов подготовило почву для британской аннексии. В 1829 году Осинлокун умер и Идеву Оюлари, брат Косоко, был Обой с 1829 года по 1835. Однако его правление было непопулярным, и по велению Обы Бенина, к которому ходатайствовали жители Лагоса, король покончил жизнь самоубийством. Примечательно, что Лагос до сих пор находился под сюзеренитетом Бенина. После британской интервенции Акитое и его преемник Досунму отказались выплачивать ежегодную дань Бенину. Поскольку кандидатура Косоко была неприемлема для Элету Одибо, вожди пригласили изгнанного Аделя Ажосуна, и тот правил до 1837 года. И снова Элету Одибо заблокировал кандидатуру Косоко и возвёл на трон Олуволе, сына Аделя.
Интенсивность вражды Элету Одибо и Косоко усилилась, когда Элету Одибо распространил свою «вендетту» на Опо Олу, сестру Косоко, обвиняя её в колдовстве. Гадатели сочли Опо Олу невиновной, однако Олуволе изгнал её из Лагоса, что привело к тому, что Косоко и его сторонники подняли неудавшееся вооружённое восстание, известное как Огун Иве Коко («листья кокосовой войны»). Косоко бежал в Эпе, а Элету Одибо усилил вражду между обоими лагерями, выкопав останки матери Косоко и бросив её труп в лагуну Лагоса.
Оба Олуволе был убит ударом молнии в 1841 году. На этот раз Косоко должен был стать королём, но его местонахождение было неизвестно, а потому на трон возвели принца Акитое, дядю Косоко, сына Ологуна Кутере. В попытке примирения со своим племянником, Оба Акитое наивно отозвал Косоко в Лагос. Косоко вернулся в Лагос на корабле работорговца Хосе Доминго Мартинеса. Акитое попытался умилостивить Косоко дарами, присвоив ему титул Олойя Эреко. Косоко быстро укрепил свои позиции и нашёл поддержку среди армии и мусульманской общины. Затем последовала словесная война. Косоко послал своего слугу кричать: «Скажи этому маленькому ребёнку при дворе, чтобы был осторожен, потому что, если он не будет осторожен, он будет наказан». Акитое, в свою очередь, отвечал: «Я как булавка, твёрдо врезанная в землю, которую всегда трудно искоренить, но она всегда остаётся твёрдой». На это Косоко возражал: «Я — копатель, который всегда выкорчёвывает булавку».
Напряжённость привела к восстанию под названием «Огун Оломиро», которое произошло в июле 1845 года. Фракция «Косоко» осаждала дворец Обы три недели. В конечном счёте Акитое принял поражение, сбежал вверх по лагуне на север и получил безопасный проход через бухту Агбойи от Ошоди Тапы, начальника войск Косоко. Факт побега Акитое Тапа объяснил тем, что король привёл войско в транс. После этого Акитое прибыл в Абеокуту, где ему было предоставлено убежище. Признавая побег Акитоя как угрозу, Косоко потребовал голову Акитое от горожан, но получил отказ. В декабре 1845 года король прибыл в Бадагри, где сплотил своих последователей и наладил партнёрские отношения с европейскими миссионерами и с британцами через консула Джона Бикрофта.
Интересно, что Элету Одибо был захвачен в битве, и Косоко отомстил ему за оскорбления, поместив Элету Одибо в пустую бочку с маслом, запечатал её, поджог и сбросил в море.

## Правление
Слияние интересов в Лагосе со стороны теперь свергнутого Акитоя, который присоединился к делу борьбы с рабством, чтобы получить британскую поддержку, англиканских миссионеров в Бадагри, которые были в контакте с Акитоем, и европейских торговцев, которые хотели более свободного движения товаров, ускорил британскую интервенцию в Лагос. Позиция Акитое по борьбе с рабством, по-видимому, основана на личных интересах, учитывая его связь с известным работорговцем Доминго Мартинесом, который поддерживал неудачную атаку Акитоя на Лагос в 1846 году. В ноябре 1851 года британцы встретилась с Обой Косоко, чтобы представить предложение о дружественных отношениях с Великобританией и отказаться от трансатлантической работорговли. Это предложение было отклонено Косоко, так как «Лагос находится во власти Обы Бенина и что только Оба может иметь дело с иностранными державами относительно статуса Лагоса».
4 декабря 1851 года консул Бикрофт написал Обе Бенина, объявив, что «Косоко, открыв огонь по флагу перемирия, объявил войну Англии» и поэтому должен был быть заменён на Акитое. Он пригрозил, что Косоко должен будет сдаться до конца месяца, иначе «Лагос будет полностью уничтожен огнём».
26 декабря 1851 года, во время бомбардировки Лагоса HMS Bloodhound, HMS Teazer и флотилия лодок совершили нападение на дворец Обы. Косоко энергично защищался, но к 28 декабря 1851 года битва была закончена; Косоко и его последователи бежали в Иджебу. 1 января 1852 года король Акитое подписал договор между Великобританией и Лагосом об отмене работорговли.

## В изгнании
Косоко в конце концов поселился в Эпе с разрешения Авуджале Иджебу. Эпе был местом, где около 15 лет назад несколько его последователей, таких как его вожди Дада Антонио и Ошо Аканби нашли убежище. К 1852 году Косоко создал отряд с 400 воинами (включая Ошоди Тапу) в качестве «оппозиции» Акитою. В 1853 году Косоко совершил две атаки на Лагос; одну 5 августа 1853 года, а другую — 11 августа 1853 года, но обе были отбиты огнём британского военно-морского флота. В конечном итоге Косоко подписал 28 сентября 1854 года договор Эпе с консулом Бенджамином Кэмпбеллом, согласившись не предъявлять никаких претензий на Лагос. Соглашение было тактическим успехом для Косоко, который заставил британцев признать его власть в Эпе. В целом, однако, трон Лагоса остался недосягаемым, и потомки Досунму прочно укоренились на троне.
Возвращение
В 1860 году Косоко убедил Обу Бенина послать письмо Досунму, чтобы запросить разрешение на возвращение в Лагос. Досунму, теперь находящийся под британской властью, отклонил эту просьбу и отметил, что «все было не так, как в прежние времена, когда Лагос находился под властью короля Бенина, которому ежегодно платили дань уважения».
После того, как Великобритания аннексировала Лагос по договору 1861 года, Косоко было разрешено вернуться в Лагос с титулом Олойя Эреко, получая пенсию в размере 400 фунтов стерлингов в год.

## Смерть и наследие
Косоко умер в 1872 году и был похоронен в Ига Эреко в Лагосе. Соперничество Косоко-Акитое / Досунму перешло в экономическую сферу. Сторонники Обы Досунму не в полной мере оценили британское присутствие в Лагосе, в то время как союзники Косоко использовали эти отношения. Лагерь Косоко состоял из таких людей, как Ошоди Тапа и Тайво Олово, которые с энтузиазмом вступили в торговлю с европейскими фирмами. Во главе экономической фракции Досунму был вождь Апена Аджаса, который неоднократно сталкивался с Тайво Олово. Когда Косоко умер, колониальное правительство оценило, что его экономическая фракция была более влиятельной из-за того, что она состояла по крайней мере из 20 000 последователей.